# Meteor (Schiff, 1902)

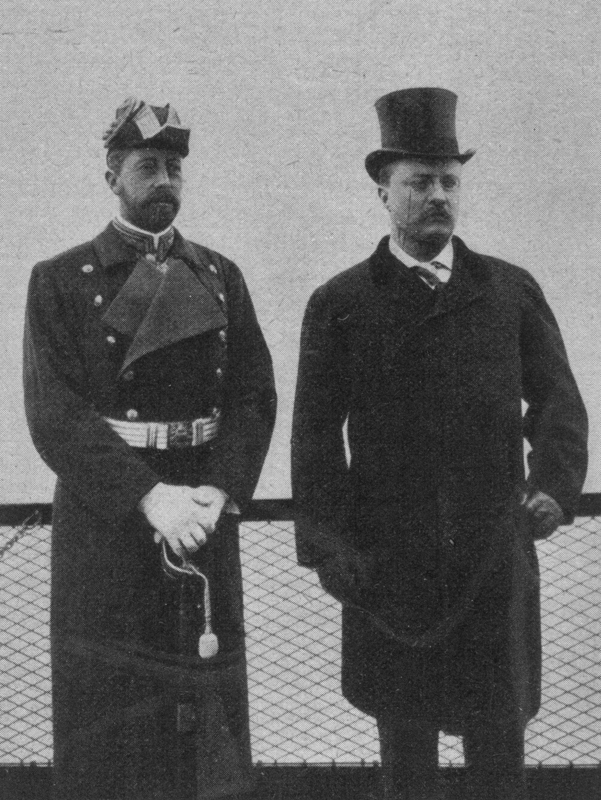
Prinz Heinrich und Theodore Roosevelt während der Taufe.

Die Meteor, vom Stapel gelaufen 1902, war die dritte einer Reihe von kaiserlichen Rennyachten von Wilhelm II., die den Namen Meteor trugen. Aus diesem Grunde wird sie in der Literatur auch als Meteor III bezeichnet. Der Name Meteor wurde für insgesamt fünf kaiserliche Segelyachten genutzt. Mit ihnen wollte Wilhelm II. auf nationalen  und internationalen Regatten den damals führenden Nationen im Seesegeln (Großbritannien, USA) Paroli bieten und deutsche Seegeltung durch sportliche Leistungen untermauern.

## Technische Daten
Die Schoneryacht hatte eine Länge von 49,10 Meter und eine Breite von 8,23 Meter. Der mittlere Tiefgang wird mit 4,57 Meter angegeben. Die Segelfläche betrug 1.079 Quadratmeter.

## Geschichte
1902 wurde die Schoneryacht, entworfen von Archibald Cary Smith, auf Shooters Island bei New York City fertiggestellt. Dies war ein Bruch mit der britischen Segeltradition des Kaisers. Zur Schiffstaufe am 25. Februar 1902 war der Bruder des Kaisers, Prinz Heinrich, nach New York angereist. Taufpatin war Alice Roosevelt, die Tochter des amtierenden US-Präsidenten Theodore Roosevelt. Das stellte den Beginn der deutsch-amerikanischen Seglerfreundschaft dar. So entstand die Idee, neben dem America’s Cup, der bislang eine Angelegenheit zwischen England und Amerika war, deutsch-amerikanische Sonderklassen-Wettfahrten, abwechselnd in Kiel und in Marblehead im Revier des Eastern Yacht Clubs, Boston, zu veranstalten. So wurde 1906 um den Roosevelt-Pokal und 1907 um den Kaiser Wilhelm-Pokal gesegelt.
Neben den großen deutsch-amerikanischen Regatten traf der Kaiser mit der Meteor III 1908 auf die neue Yacht des Industriellen Gustav Krupp von Bohlen und Halbach, die Germania, die in den meisten Wettfahrten den Kaiser bei weitem besiegte. Die Ausstattung der dritten Kaiser-Yacht war erheblich luxuriöser als die der beiden Vorgängermodelle. So verfügte diese Meteor über einen Salon, ein Arbeitszimmer, eine kleine Bibliothek und elegante Schlafräume. Die Meteor hatte jedoch kaum Siegchancen in den Regatten der Big-Class, denn sie war einfach durch den von August Müller ausgeführten Innenausbau inklusive Klavier, Kamin, einer kompletten Mahagonitäfelung, luxuriösen schweren Möbeln, mit Schotten versehen und einem 2000-Liter-Öltank viel zu schwer geworden. Bei 11 Regattateilnahmen konnte die Meteor nur einmal vor Cowes in England siegen. Bei der Kieler Woche hatte sie keine Chance. Die Ingomar, entworfen von Nathanael Herreshoff aus den USA gewann mit Charlie Barr als Kapitän jedes Rennen. Nur in Deutschland siegte die Meteor mehrmals gegen die Schonerjacht Hamburg, weil die Eigner, reiche Hamburger Kaufleute, der Kaiseryacht höflich den Vortritt ließen. 1910 wurde die Yacht an Carl Dietrich Harries und seine Frau Hertha, Tochter von Werner von Siemens verkauft, in Nordstern umbenannt. Sie nahm unter den neuen Eignern auch an der Kieler Woche teil. Danach fanden mehrere Eignerwechsel statt. Die Yacht wurde auch mehrfach umgebaut, sie erhielt Motoren, Funkanlagen und sogar einen dritten Mast und wurde später auch zum Fischen genutzt. 1942 wurde die Yacht unter dem Namen Aldebaran wieder nach Shooters Island geschleppt. 1948 wurde das Schiff für 2100 US-Dollar nach Staten Island verholt und dort abgebrochen.